# Чалоб
Чалоб або чалоп (узб. чалоб, каз. шалап, кирг. чалап) — національна узбецька страва. На вигляд вона схожа на окрошку. В залежності від інгредієнтів може бути як напоєм, так і холодним супом.

## Приготування та вживання
Чалоб є холодним молочним (кисломолочним) супом, який готують з катика (кислого молока), зелені та овочів. Готується він дуже швидко (приблизно 20 хвилин).
Основними інгредієнтами цієї страви є катик (кисле молоко), райхон (базилік), часник, кінза, кріп, цибуля, редиска, огірки, кип'ячена вода, сіль та перець (за смаком). Зелень та овочі нарізати, катик (кисле молоко) розбавити холодною кип'яченою водою та залити ним зелень і овочі. Посолити та поперчити.
Вживають чалоб холодним. Може подаватись як перша страва, так і як друга. Найчастіше ця страва готується навесні та влітку, коли ростуть свіжа зелень та овочі.
В деяких кухнях тюркських народів чалоб може подаватись як напій. Це можливо у тому разі, якщо чалоб не містить зелень. Чалоб готується у Казахстані та Киргизстані на основі цільного коров'ячого молока, айрану або сузьма (густе кисле молоко), які розбавляються водою.

## Цікаві факти

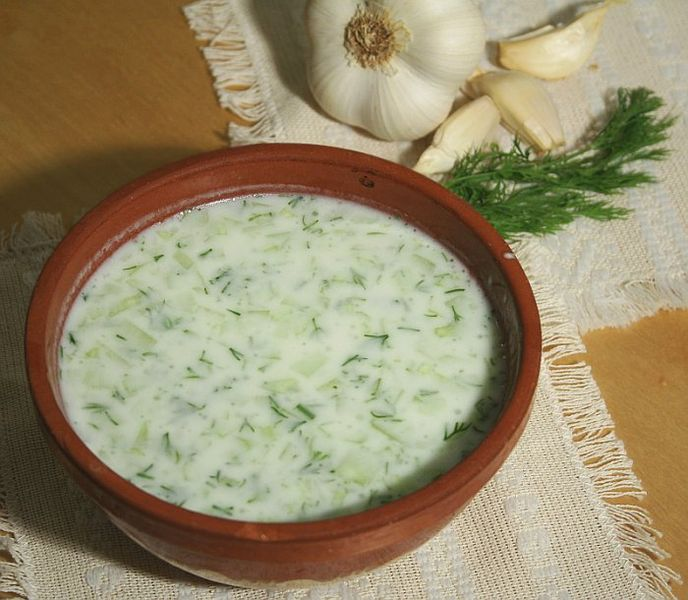
Болгарський холодний суп — таратор

- В Киргизстані чалап випускається у пластикових пляшках як напій[3].
- В російській кухні чалоб — це окрошка.
- Цей вид страви на Кавказі є аналогом аксуу (кухня балкарців), суусаб (кухня карачаївців) та дограмачу (кухня азербайджанців).
- У Туреччині чалоб має назву джаджик та свої секрети приготування.
- У Греції чалоб — це дзадзикі.
- У кухнях балканських країн є страва таратор, яка дужа схожа за інгредієнтами та приготуванням на чалоб.